# Phyllobrissus
Phyllobrissus is een geslacht van uitgestorven zee-egels uit de familie Nucleolitidae. Vertegenwoordigers van dit geslacht zijn slechts als fossiel bekend.

## Soorten
- Phyllobrissus artesianus Hawkins, 1926 †
- Phyllobrissus oblongus Smiser, 1935 †
- Phyllobrissus zulianus Cooke, 1961 †